# Kamienica Świńskiego w Białymstoku
Kamienica Świńskiego – zabytkowa kamienica w Białymstoku przy ul. Warszawskiej 42.

## Historia
Została wybudowana na przełomie XIX i XX wieku. Należała do Josela Świńskiego. W okresie międzywojennym funkcjonowały w niej piwiarnia i jadłodalnia. W 1986 kamienicę wpisano do rejestru zabytków.